# Tim Flowers
Timothy "Tim" David Flowers (Kenilworth, Inglaterra, 3 de febrero de 1967) es un ex-futbolista inglés, se desempeñaba como guardameta. Actualmente ejerce como entrenador del Redditch United FC de la Southern League.
Destaca su paso por el Blackburn Rovers, donde siendo el portero titular, su equipo ganó la única Premier League de su historia. También jugó para otros equipos, como el Southampton, Manchester City, Leicester City o Wolverhampton.

## Clubes

### Como jugador
| Club                      | Temporada        | Liga              | Liga        | Liga  | FA Cup      | FA Cup | League Cup  | League Cup | Otros       | Otros | Total      | Total |
| Club                      | Temporada        | División          | Apariciones | Goles | Apariciones | Goles  | Apariciones | Goles      | Apariciones | Goles | Aparicines | Goles |
| ------------------------- | ---------------- | ----------------- | ----------- | ----- | ----------- | ------ | ----------- | ---------- | ----------- | ----- | ---------- | ----- |
| Wolverhampton Wanderers   | 1984–85          | Second Division   | 38          | 0     | 2           | 0      | 4           | 0          | 0           | 0     | 44         | 0     |
| Wolverhampton Wanderers   | 1985–86          | Third Division    | 25          | 0     | 0           | 0      | 1           | 0          | 2           | 0     | 28         | 0     |
| Wolverhampton Wanderers   | Total            | Total             | 63          | 0     | 2           | 0      | 5           | 0          | 2           | 0     | 72         | 0     |
| Southampton (cedido)      | 1985–86          | First Division    | 0           | 0     | 0           | 0      | 0           | 0          | —           | —     | 0          | 0     |
| Southampton               | 1986–87          | First Division    | 9           | 0     | 0           | 0      | 0           | 0          | —           | —     | 9          | 0     |
| Southampton               | 1987–88          | First Division    | 9           | 0     | 0           | 0      | 2           | 0          | —           | —     | 11         | 0     |
| Southampton               | 1988–89          | First Division    | 7           | 0     | 0           | 0      | 0           | 0          | 1           | 0     | 8          | 0     |
| Southampton               | 1989–90          | First Division    | 35          | 0     | 3           | 0      | 7           | 0          | —           | —     | 45         | 0     |
| Southampton               | 1990–91          | First Division    | 37          | 0     | 5           | 0      | 6           | 0          | 1           | 0     | 49         | 0     |
| Southampton               | 1991–92          | First Division    | 41          | 0     | 7           | 0      | 5           | 0          | 6           | 0     | 59         | 0     |
| Southampton               | 1992–93          | FA Premier League | 42          | 0     | 1           | 0      | 3           | 0          | —           | —     | 46         | 0     |
| Southampton               | 1993–94          | FA Premier League | 12          | 0     | 0           | 0      | 2           | 0          | —           | —     | 14         | 0     |
| Southampton               | Total            | Total             | 192         | 0     | 16          | 0      | 25          | 0          | 8           | 0     | 241        | 0     |
| Swindon Town (cedido)     | 1986–87          | Third Division    | 2           | 0     | 0           | 0      | 0           | 0          | —           | —     | 2          | 0     |
| Swindon Town (cedido)     | 1987–88          | Second Division   | 5           | 0     | 0           | 0      | 0           | 0          | —           | —     | 5          | 0     |
| Swindon Town (cedido)     | Total            | Total             | 7           | 0     | 0           | 0      | 0           | 0          | 0           | 0     | 7          | 0     |
| Blackburn Rovers          | 1993–94          | Premier League    | 29          | 0     | 4           | 0      | 0           | 0          | —           | —     | 33         | 0     |
| Blackburn Rovers          | 1994–95          | Premier League    | 39          | 0     | 2           | 0      | 4           | 0          | 3           | 0     | 48         | 0     |
| Blackburn Rovers          | 1995–96          | Premier League    | 37          | 0     | 2           | 0      | 3           | 0          | 7           | 0     | 49         | 0     |
| Blackburn Rovers          | 1996–97          | Premier League    | 36          | 0     | 2           | 0      | 3           | 0          | —           | —     | 41         | 0     |
| Blackburn Rovers          | 1997–98          | Premier League    | 25          | 0     | 3           | 0      | 3           | 0          | —           | —     | 31         | 0     |
| Blackburn Rovers          | 1998–99          | Premier League    | 11          | 0     | 1           | 0      | 1           | 0          | 2           | 0     | 15         | 0     |
| Blackburn Rovers          | Total            | Total             | 177         | 0     | 14          | 0      | 14          | 0          | 12          | 0     | 217        | 0     |
| Leicester City            | 1999–2000        | Premier League    | 29          | 0     | 2           | 0      | 6           | 0          | —           | —     | 37         | 0     |
| Leicester City            | 2000–01          | Premier League    | 22          | 0     | 0           | 0      | 0           | 0          | 2           | 0     | 24         | 0     |
| Leicester City            | 2001–02          | Premier League    | 4           | 0     | 0           | 0      | 0           | 0          | —           | —     | 4          | 0     |
| Leicester City            | 2002–03          | First Division    | 1           | 0     | 0           | 0      | 0           | 0          | —           | —     | 1          | 0     |
| Leicester City            | Total            | Total             | 56          | 0     | 2           | 0      | 6           | 0          | 2           | 0     | 66         | 0     |
| Stockport County (cedido) | 2001–02          | First Division    | 4           | 0     | 0           | 0      | 0           | 0          | —           | —     | 4          | 0     |
| Coventry City (cedido)    | 2001–02          | First Division    | 5           | 0     | 0           | 0      | 0           | 0          | —           | —     | 5          | 0     |
| Manchester City (cedido)  | 2002–03          | Premier League    | 0           | 0     | 0           | 0      | 0           | 0          | —           | —     | 0          | 0     |
| Total de carrera          | Total de carrera | Total de carrera  | 504         | 0     | 34          | 0      | 50          | 0          | 24          | 0     | 612        | 0     |

### Como entrenador
| Club                   | País       | Periodo       |
| ---------------------- | ---------- | ------------- |
| Stafford Rangers FC    | Inglaterra | 2010 - 2011.  |
| Northampton Town FC    | Inglaterra | 2011          |
| Northampton Town FC    | Inglaterra | 2013          |
| Solihull Moors FC      | Inglaterra | 2018 - 2020   |
| Macclesfield Town FC   | Inglaterra | 2020          |
| Barnet FC              | Inglaterra | 2020 - 2021   |
| Stratford Town FC      | Inglaterra | 2021 - 2022   |
| Gloucester City AFC    | Inglaterra | 2023          |
| Bromsgrove Sporting FC | Inglaterra | 2024          |
| Redditch United FC     | Inglaterra | 2024-presente |

## Selección nacional
Flowers jugó en 11 ocasiones con Inglaterra de 1993 a 1998; estuvo en la Eurocopa de 1996 en Inglaterra y en el mundial de Francia 1998.

## Palmarés

### Club
Blackburn Rovers FC
- FA Premier League: 1994-95[20]

Leicester City FC
- Copa de la Liga de Inglaterra: 2000

### Selección nacional
- Mundialito de 1997.[21]

### Individual
- PFA Team of the Year: 1993–94,[22] 1994–95[22]
- Premier League Player of the Month: enero 1997, septiembre 2000[20]